# Vladimír Šimůnek (sportowiec)
Vladimír Šimůnek (ur. 10 stycznia 1928, zm. 5 października 2008) – czechosłowacki biegacz narciarski. Zajął 47. miejsce na Zimowych Igrzyskach Olimpijskich 1952 w Oslo na dystansie 18 km.